# James Duckworth
James Duckworth (Sydney, 21 gennaio 1992) è un tennista australiano.
Ha vinto diversi tornei nell'ATP Challenger Tour, nel circuito ATP ha raggiunto una finale in singolare all'Astana Open 2021 e una in doppio al Brisbane International 2016. I suoi migliori ranking ATP sono il 46º in singolare, raggiunto nel gennaio 2022, e il 185º in doppio nel febbraio 2020. Ha esordito nella squadra australiana di Coppa Davis nel 2020.

## Biografia
Figlio di David e Karen Duckworth, ha un fratello di nome Nick e la sorella Kate. Anche la nonna Beryl Penrose era tennista e vinse negli anni 1950 un titolo in singolare, due in doppio femminile e uno in doppio misto all'Australian Open. Duckworth inizia a giocare a tennis a 7 anni e i suoi idoli da ragazzo sono Lleyton Hewitt e Patrick Rafter. Ha studiato Commercio all'Università Deakin nello Stato di Victoria (Australia).

## Carriera

### Juniores
Da juniores vince 3 titoli in singolare e 3 in doppio nei tornei ITF. Nei tornei juniores del Grande slam ottiene i migliori risultati nel 2010, in singolare raggiunge in gennaio i quarti all'Australian Open, in giugno le semifinali al Roland Garros, dove con Jason Kubler disputa i quarti nel torneo di doppio, e in luglio arriva nei quarti in singolare anche a Wimbledon. Alla fine di questo torneo raggiunge la sua migliore classifica di categoria al 7º posto del ranking mondiale.

### 2008-2011, inizi da professionista, primi titoli ITF Futures
Fa il suo esordio nel circuito ITF nel novembre 2008 e subito guadagna i primi punti nel ranking raggiungendo i quarti di finale nel torneo Futures Australia F11. Dopo un'altra isolata apparizione, comincia a giocare in pianta stabile tra i professionisti nell'ottobre 2009. Nel gennaio 2010 disputa per la prima volta le qualificazioni in tornei del circuito maggiore subendo due secche sconfitte al primo turno nell'ATP 250 di Sydney e all'Australian Open. Supera per la prima volta le qualificazioni in un Challenger nel gennaio 2011 al Burnie International e viene eliminato al primo turno del tabellone principale. Nel maggio successivo, alla sua prima finale da professionista, vince il titolo al Poland F1 Futures superando in finale Grzegorz Panfil. Nel giro di tre mesi disputa altre 5 finali ITF Futures vincendone altre tre e il 29 agosto entra nella top 300 del ranking. In ottobre vince il primo incontro nel main draw di un torneo Challenger all'Aberto Rio Preto.

### 2012, primi incontri vinti nel circuito maggiore, due semifinali Challenger e top 200
Inizia la stagione al Brisbane International 2012 - dove entra con una wild card - e al primo turno vince il suo primo match del circuito maggiore sconfiggendo il nº 80 del ranking Nicolas Mahut, per essere poi eliminato da Gilles Simon. Con un'altra wild card prende parte all'Australian Open e supera il primo turno con la vittoria su Jürgen Zopp prima di cedere in quattro set a Janko Tipsarević. Continua a salire in classifica con la sua prima semifinale in un Challenger a Caloundra, dopo la quale fa il suo ingresso nella top 200. In aprile disputa la sua seconda semifinale Challenger a San Paolo del Brasile e si porta alla 167ª posizione del ranking. Nel prosieguo della stagione partecipa senza successo alle qualificazioni al Roland Garros, a Wimbledon e agli US Open, mentre nel circuito Challenger raggiunge per tre volte i quarti di finale. Verso fine anno deve osservare un periodo di convalescenza a seguito di un'operazione al gomito destro.

### 2013, primo titolo Challenger in doppio, 132º nel ranking in singolare
Torna a giocare il secondo turno all'Australian Open ma in singolare non ottiene risultati di rilievo nei Challenger né vince altri incontri nei tornei ATP di inizio stagione. In febbraio disputa la sua prima finale Challenger in carriera al torneo di doppio di Adelaide in coppia con Greg Jones, e vengono sconfitti in due set da Samuel Groth / Matt Reid. Rientra nel circuito ITF e si aggiudica in singolare due delle tre finali disputate tra febbraio e maggio, mentre in doppio conquista il primo titolo Challenger in aprile a Itajaí, dove in coppia con Pierre-Hugues Herbert sconfigge per 7-5, 6-2 in finale Guilherme Clezar / Fabricio Neis. In maggio arriva in semifinale in singolare al Challenger di Rio Quente; a fine mese supera per la prima volta le qualificazioni in una prova del Grande Slam al Roland Garros e al primo turno viene eliminato da Blaz Kavcic. Subisce la stessa sorte a Wimbledon, vince i tre incontri di qualificazione e al primo turno cede a Denis Kudla al quinto set. Raggiunge il secondo turno all'ATP 250 di Bogotà e subito dopo disputa la sua prima finale Challenger a Lexington, persa in tre set contro James Ward. Dopo il secondo turno raggiunto a Washington sale al 149º posto del ranking. Non supera il primo turno agli US Open e torna a migliorare il ranking con due semifinali raggiunte in tornei Challenger australiani di fine anno, arrivando al 132º posto. 

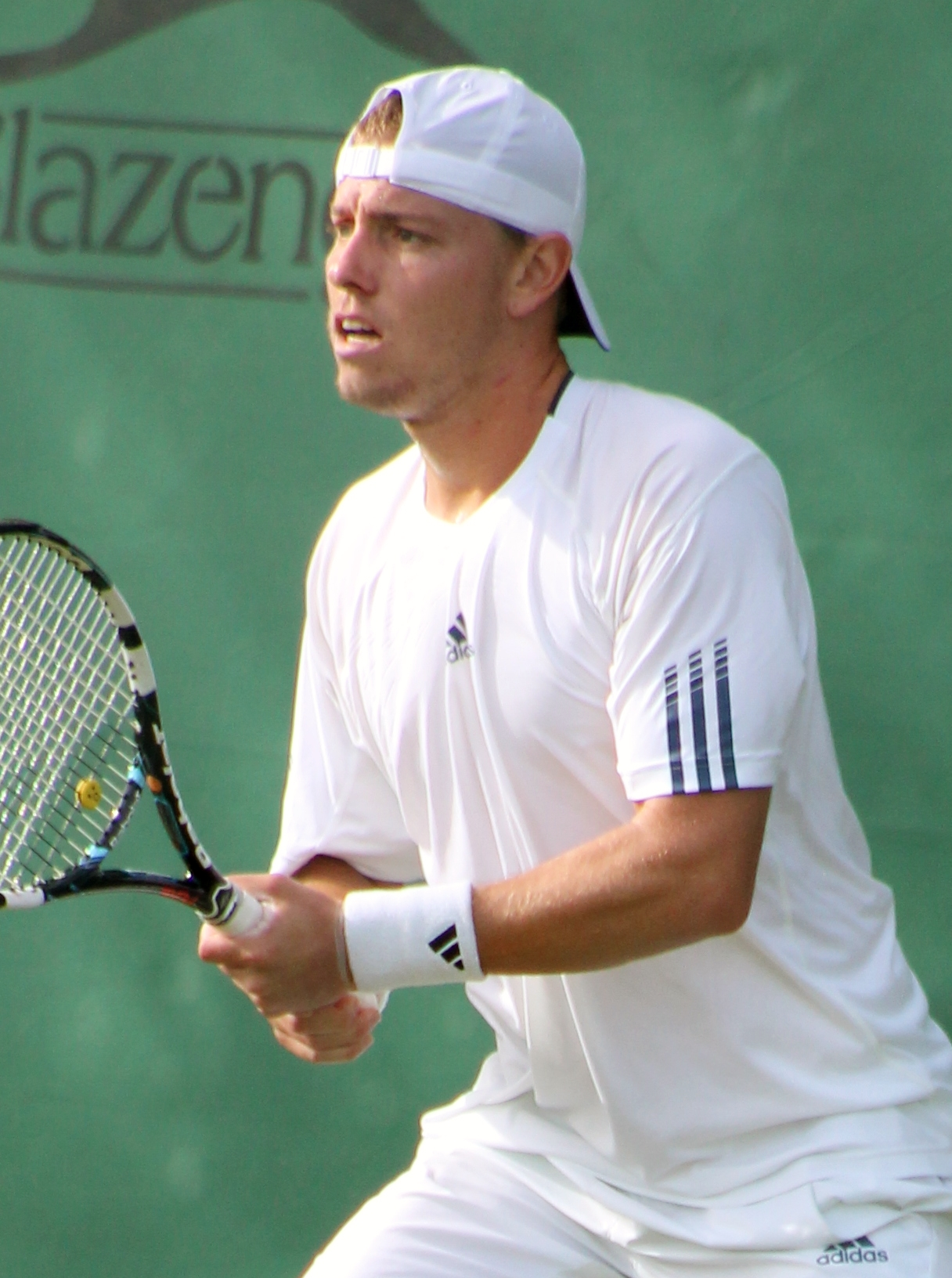
Duckworth a Wimbledon 2014

### 2014, primi titoli Challenger in singolare
Inizia la stagione con l'uscita al primo turno a Brisbane e all'Australian Open, dove viene sconfitto seccamente da Federer. Il primo risultato positivo è la semifinale raggiunta in febbraio al Challenger di Adelaide, nella quale però si ritira dopo tre soli giochi del primo set. Si sottopone a una nuova operazione al gomito destro, torna a giocare dopo quasi due mesi e subito arriva in finale al Challenger di Santiago, dove viene sconfitto in tre set da Thiemo de Bakker. Supera di nuovo le qualificazioni al Roland Garros e come l'anno precedente viene eliminato al primo turno. Sconfitto al secondo turno al Queen's, il sorteggio di Wimbledon lo mette di fronte al primo turno al nº 14 ATP Richard Gasquet, che si impone al quinto set. Il 27 luglio Duckworth vince il suo primo titolo Challenger in singolare a Lexington, sconfiggendo James Ward con il punteggio di 6-3, 6-4. Ha quindi inizio un periodo negativo in cui raccoglie soprattutto sconfitte che ha termine in novembre, quando vince a Charlottesville il suo secondo Challenger battendo in tre set Liam Broady. Questo risultato gli fa chiudere la stagione con il nuovo best ranking in 127ª posizione.

### 2015, due volte nei quarti di finale in tornei ATP, top 100
Al primo impegno stagionale a Brisbane disputa per la prima volta i quarti di finale in un torneo ATP; al primo turno concede solo quattro giochi al nº 21 ATP Gilles Simon, elimina Jarkko Nieminen e nei quarti vince un solo gioco contro Federer. Non va oltre il secondo turno all'Australian Open, ma gli è sufficiente per salire al 107º posto del ranking. A fine febbraio arriva in finale sia in singolare che in doppio al Challenger di Kolkata e le perde entrambe. Supera per la prima volta le qualificazioni a un Masters 1000 a Indian Wells, al primo turno sconfigge Dominic Thiem e viene eliminato al secondo da Fernando Verdasco. A fine torneo fa il suo ingresso nella top 100. Si ripete al Miami Masters, dove è ancora Verdasco a batterlo al secondo turno, e con la semifinale al successivo Challenger di San Luis Potosì sale all'82ª posizione. In maggio si spinge fino ai quarti nell'ATP 250 di Nizza. Nei successivi nove tornei, tutti del circuito maggiore tra i quali gli ultimi tre Slam stagionali, non supera mai il secondo turno e vince in totale tre incontri. Torna a giocare nei Challenger a fine stagione e non ottiene risultati significativi, chiudendo il 2015 al 120º posto del ranking.

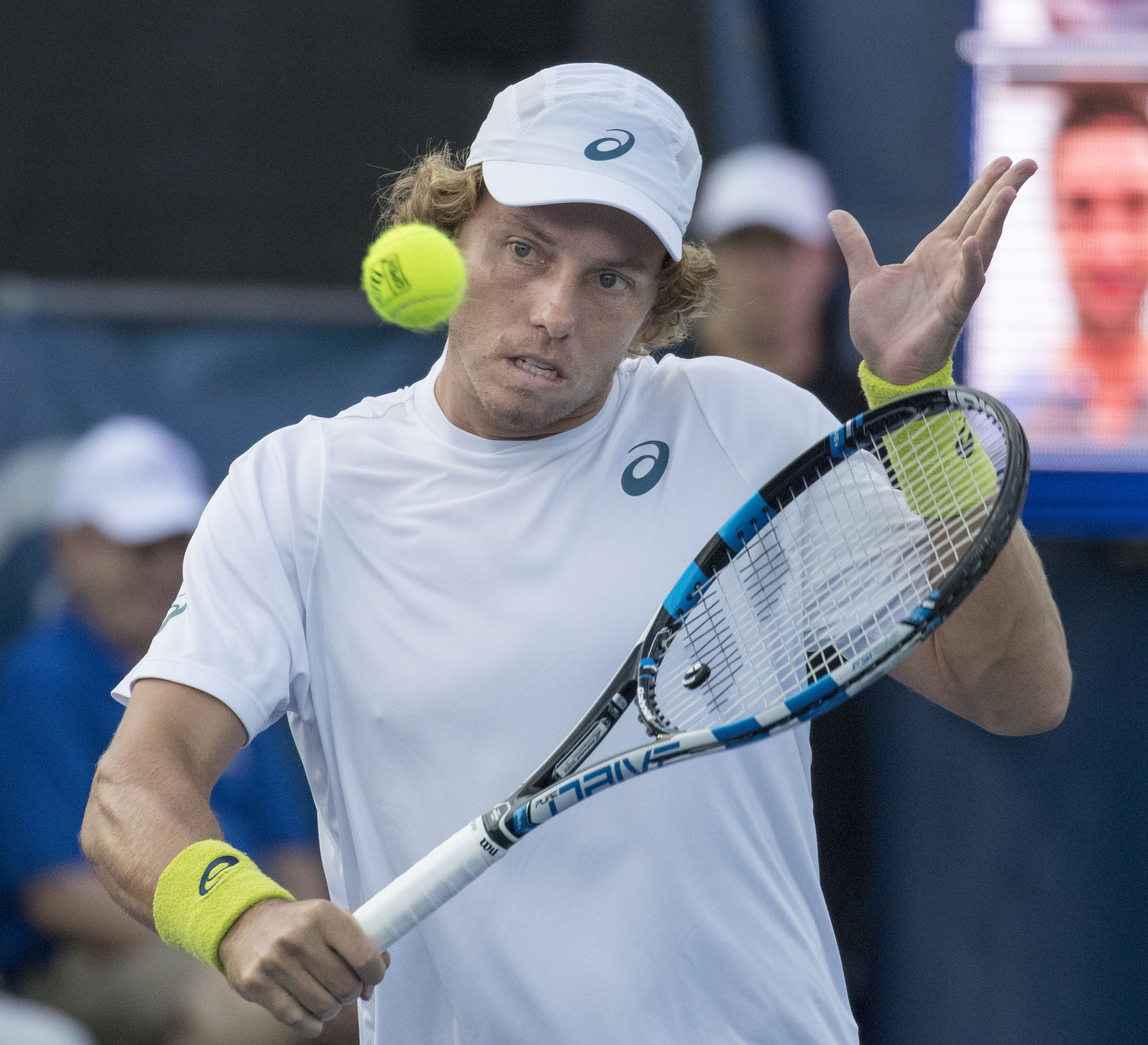
Duckworth al Citi Open 2016 di Washington

### 2016, prima finale ATP in doppio, infortuni, discesa e risalita nel ranking
Inizia la stagione nei tornei del circuito maggiore e il 10 gennaio 2016 disputa la sua prima finale ATP nel torneo di doppio a Brisbane in coppia con Chris Guccione, e vengono battuti da Henri Kontinen / John Peers con il punteggio di 6-7, 1-6. Nei primi tornei in singolare ha un bilancio di una vittoria e tre sconfitte, tra cui quella al primo turno all'Australian Open. A fine gennaio accede alla semifinale del Challenger di Maui ma deve dare forfait per un problema ai flessori del gomito destro. La convalescenza si protrae per un infortunio al polso sinistro, al rientro in maggio si trova oltre la 200ª posizione e subito vince due titoli consecutivi, l'ITF China F6 a Wuhan e il Challenger di Bangkok. Gioca senza successo tre tornei sull'erba in preparazione a Wimbledon e nello Slam londinese viene eliminato al primo incontro di qualificazione. Nei successivi sette tornei americani supera il primo turno solo a Washington e agli US Open. Raggiunge il secondo turno anche a Tokyo e chiude bene la stagione raggiungendo tre finali Challenger, vincendo quelle di Canberra e Toyota e tornando a ridosso della top 100.

### 2017-2018, infortuni, lunghe convalescenze, crollo e risalita nel ranking

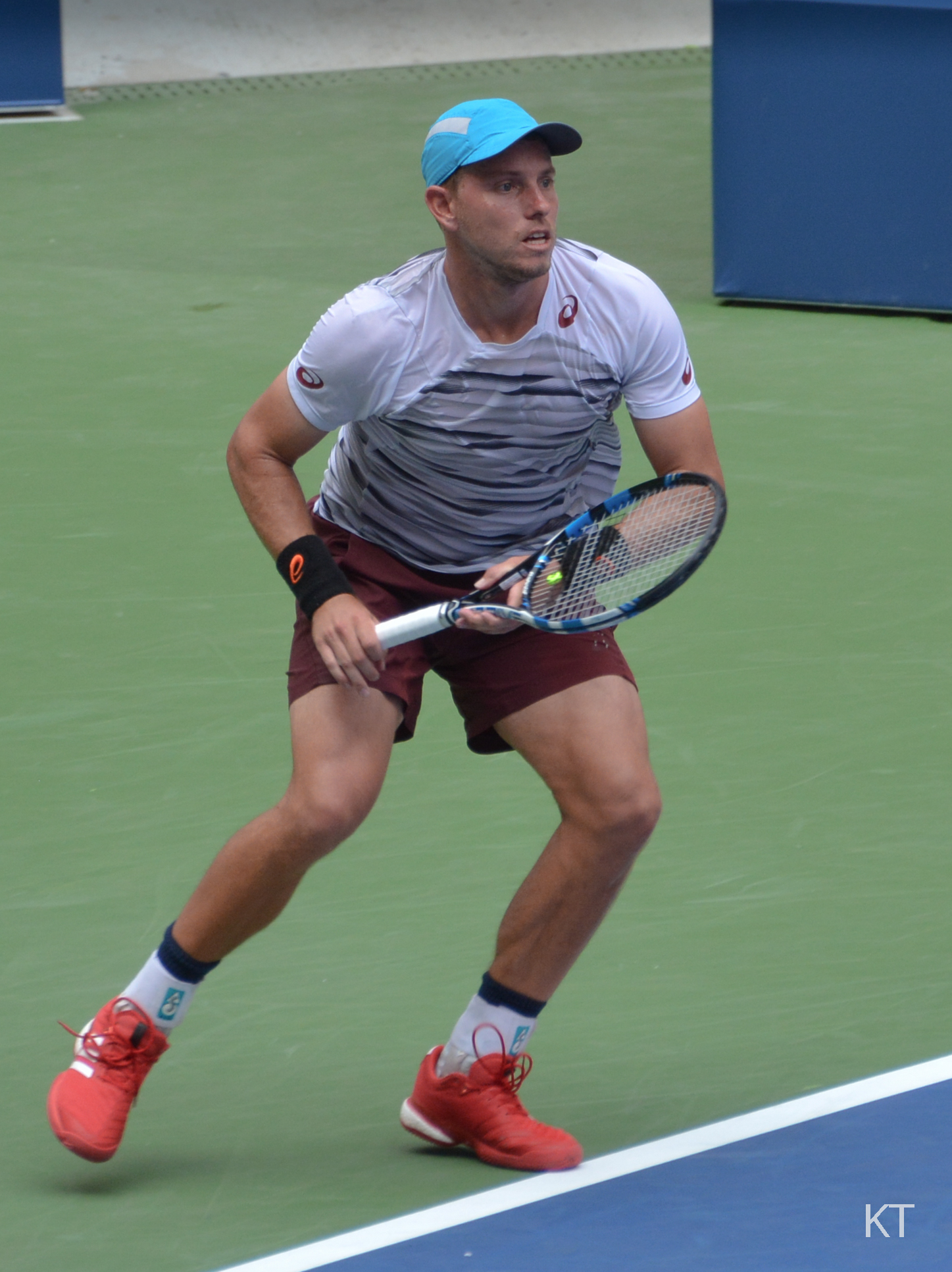
US Open 2018

Disputa il suo unico torneo del 2017 all'Australian Open e viene eliminato al primo turno, subisce quindi una frattura da stress al piede destro che lo costringe a due operazioni e lo tiene lontano dai campi per un'intera stagione; nel marzo di quell'anno si sottopone inoltre a un'operazione alla spalla sinistra. Nonostante il dolore al piede persista, rientra nel gennaio 2018 con il nº 992 del ranking e non supera le qualificazioni né all'ATP di Brisbane né all'Australian Open. Si opera per la terza volta al piede in febbraio, il mese successivo al gomito destro e inizia una nuova faticosa riabilitazione, con seri dubbi sulla possibilità di tornare a giocare. Rientra a fine maggio 2018, con il ranking protetto entra nel tabellone principale del Roland Garros e viene subito eliminato. Prende quindi parte al torneo ITF Turkey F22, raggiunge la finale e si ritira nel corso del secondo set. Riprende a giocare tre settimane più tardi a Wimbledon ed esce di nuovo al primo turno, ma il dolore al piede è passato e comincia a giocare con regolarità. Dopo altre due eliminazioni al primo turno, torna a vincere un incontro ATP a Washington dove supera prima Thai-Son Kwiatkowski e poi Jason Kubler prima di essere eliminato al terzo turno da Stefanos Tsitsipas. Sconfitto al primo turno agli US Open, il 16 settembre vince il suo primo torneo dopo quasi due anni al Challenger di Cary, superando in due set nella finale Reilly Opelka, successo che gli vale il ritorno nella top 300 del ranking. Unico risultato degno di nota a fine stagione è la semifinale al Tiburon Challenger.

### 2019, quattro titoli Challenger e rientro nella top 100
Apre il 2019 arrivando in semifinale nel torneo di doppio a Brisbane insieme a Jordan Thompson. In singolare viene eliminato al primo turno nei primi tre tornei stagionali del circuito maggiore, torna a giocare nei Challenger e a fine febbraio vince quello di Bangkok II sconfiggendo in due set Alejandro Davidovich Fokina in finale, risultato che lo porta nella top 200. Nel periodo che segue continua a risalire la classifica nei Challenger senza ottenere particolari successi, e viene eliminato nelle qualificazioni sia al Roland Garros che a Wimbledon. Torna a mettersi in luce in agosto con la finale a Yokkaichi, dove viene sconfitto nel tiebreak decisivo da Yūichi Sugita, e il 1º settembre batte Sasikumar Mukund nella finale di Baotou. Esce nelle qualificazioni agli US Open e in ottobre perde contro Vasek Pospisil la finale del Las Vegas Tennis Open. Con le finali vinte in novembre nei Challenger di Playford e Pune - dove batte rispettivamente Yasutaka Uchiyama e Jay Clarke - chiude la stagione al 100º posto del ranking.

### 2020, prima semifinale ATP, un titolo Challenger, esordio in Coppa Davis e 71º nel ranking
Inizia il 2020 ad Adelaide e vince al primo turno contro Federico Delbonis, al secondo viene sconfitto da Félix Auger-Aliassime. Ai successivi Australian Open ottiene il suo miglior risultato in una prova del Grande Slam raggiungendo i quarti di finale nel torneo di doppio in coppia con Marc Polmans, mentre in singolare viene eliminato al primo turno da Aljaž Bedene in 5 set. In febbraio raggiunge la sua prima semifinale in singolare in un torneo ATP a Pune e viene sconfitto per 6-7, 4-6 da Jahor Herasimaŭ. La settimana successiva vince il Challenger di Bangalore superando in finale Benjamin Bonzi. I risultati di inizio stagione gli consentono di ritoccare i propri migliori ranking ATP, issandosi al 185º posto in doppio e al 71º in singolare. In marzo fa il suo esordio nella squadra australiana di Coppa Davis in occasione della sfida vinta 3-1 contro il Brasile, viene schierato in doppio in coppia con John Peers e perde al tiebreak del set decisivo da Felipe Meligeni Alves / Marcelo Demoliner. Quello stesso mese si sottopone a un intervento chirurgico alla spalla destra già operata tre anni prima. Rientra a fine agosto e nei 9 incontri disputati nell'ultimo scorcio stagionale ne vince solo 3 nei tabelloni di qualificazione ATP.

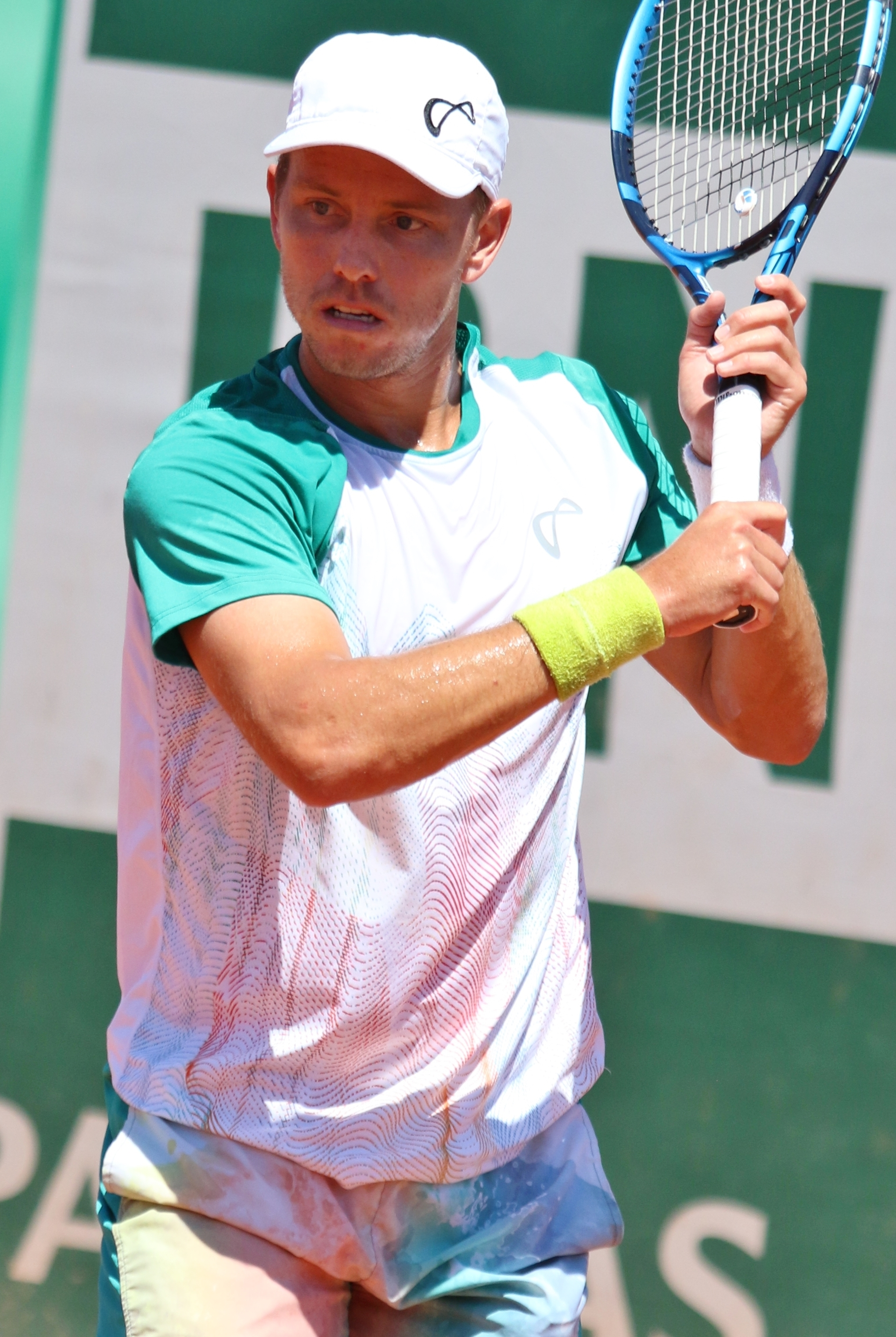
Roland Garros 2021

### 2021, prima finale ATP in singolare, esordio olimpico, un titolo Challenger e top 50 nel ranking
L'esordio stagionale avviene in febbraio a Melbourne, dove esce al terzo turno dopo aver eliminato al secondo l'emergente Ugo Humbert, nº 32 del ranking ATP. Al secondo turno dell'Australian Open raccoglie solo 7 giochi contro Auger-Aliassime, mentre in doppio, ancora con Polmans, si spinge fino al terzo turno.  In marzo ottiene al secondo turno del Miami Masters una delle vittorie più significative in carriera infliggendo un severo 6-3, 6-1 al nº 13 del mondo David Goffin, per poi essere eliminato da Aleksandr Bublik al terzo turno. Con la vittoria su Salvatore Caruso, accede per la prima volta al secondo turno del Roland Garros e viene eliminato da Ričardas Berankis. Ottiene la sua migliore prestazione anche a Wimbledon spingendosi fino al terzo turno grazie ai successi su Radu Albot e Sam Querrey, prima di cedere in tre set a Lorenzo Sonego. A fine luglio fa il suo esordio olimpico ai Giochi di Tokyo e viene eliminato al secondo turno da Karen Chačanov.
Due settimane più tardi supera le qualificazioni al Toronto Masters, sconfigge quindi in due set Taylor Fritz e il nº 15 ATP Jannik Sinner e viene battuto al terzo turno dal nº 2 del mondo Daniil Medvedev. A fine torneo porta il suo miglior ranking alla 69ª posizione. Eliminato al primo turno degli US Open, in settembre riprende a salire nel ranking con la vittoria in finale nell'Istanbul Challenger contro il taiwanese Wu Tung-lin. La settimana successiva disputa la prima finale ATP in carriera all'Astana Open di Nur-Sultan, dove supera nell'ordine Kukushkin, Krajinović, il campione uscente Millman e in semifinale Ivashka; in finale cede a Kwon Soon-woo, che si impone con il punteggio di 7-6, 6-3. Al Sofia Open viene eliminato nei quarti da Jannik Sinner - che conquisterà il titolo - e nei successivi tre tornei vince un solo incontro. Si riscatta raggiungendo i quarti di finale al Masters di Parigi, viene eliminato da Hubert Hurkacz dopo aver sconfitto tra gli altri il nº 20 ATP Roberto Bautista Agut e a fine torneo sale alla 47ª posizione mondiale, nuovo best ranking.

### 2022, 46º e crollo nel ranking dopo il nuovo infortunio
Nonostante inizi la stagione con tre sconfitte su altrettanti incontri all'ATP Cup e agli Australian Open, a fine gennaio porta il best ranking alla 46ª posizione. Subito dopo deve sottoporsi a un intervento chirurgico, il nono subito in carriera, per un problema all'anca. Rientra in maggio e subisce 7 sconfitte consecutive al primo turno, tra cui quelle al Roland Garros e a Wimbledon. Vince i primi incontri al Challenger di Porto e viene eliminato in semifinale. Raggiunge i quarti al torneo ATP di Newport e non va oltre il secondo turno nei tornei successivi, tra cui gli US Open. La finale al Challenger di Cassis e i quarti di finale all'ATP di San Diego raggiunti verso fine stagione non bastano a frenare il crollo nel ranking, e a novembre scende oltre la 170ª posizione mondiale. Comincia subito la risalita con una semifinale raggiunta nei Challenger.

### 2023, 2 titoli Challenger
Eliminato al primo turno di qualificazione agli Australian Open, i primi risultati di rilievo del 2023 arrivano a febbraio con le finali raggiunte ai Challenger di Burnie e Bangalore, perse contro Rinky Hijikata e Max Purcell. Ad aprile perde anche la finale di Cuernavaca contro Thiago Agustín Tirante e risale fino alla 102ª posizione. Nei mesi successivi gioca poco, torna a disputare alcuni tornei ATP ed esce nelle qualificazioni al Roland Garros e a Wimbledon. Vince un paio di incontri nei tabelloni principali di tornei ATP 250 e supera le qualificazioni agli US Open, per poi uscire di scena al primo turno. A ottobre torna a vincere un titolo dopo oltre due anni al torneo di singolare del Shenzhen Luohu Challenger e si ripete la settimana successiva vincendo al City of Playford International, superando in entrambe le finali il giocatore di Hong Kong Coleman Wong. A fine stagione perde la finale al Challenger de Drummondville.

### 2024, rientro nella top 100
Nei primi due mesi del 2024 si mette in luce nei tornei ATP di Brisbane e Dallas sconfiggendo diversi top 100, in entrambi i casi esce di scena nei quarti di finale e per alcune settimane rientra nella top 100. A fine aprile perde in finale al Challenger di Shenzhen. A luglio elimina il nº 14 ATP Ben Shelton sull'erba dello Stuttgart Open e viene sconfitto nei quarti da Matteo Berrettini. Rientra di nuovo nella top 100 e raggiunge il secondo turno all'Halle Open. Supera le qualificazioni a Wimbledon e cede al primo turno dopo tre tie-break ad Alex de Minaur. Con il secondo turno raggiunto al Canadian Open risale alla 70ª posizione. Esce al turno di esordio agli US Open. Torna a giocare dopo oltre un mese e vince il Challenger 125 di Hangzhou sconfiggendo in finale Mackenzie McDonald.

## Statistiche

### Singolare

#### Finali perse (1)
| Legenda              |
| -------------------- |
| Grande Slam (0)      |
| ATP Finals (0)       |
| ATP Masters 1000 (0) |
| ATP Tour 500 (0)     |
| ATP Tour 250 (1)     |

| N. | Data              | Torneo                  | Superficie  | Avversario in finale | Punteggio   |
| 1. | 26 settembre 2021 | Astana Open, Nur-Sultan | Cemento (i) | Kwon Soon-woo        | 6(6)–7, 3–6 |

### Doppio

#### Finali perse (1)
| Legenda              |
| -------------------- |
| Grande Slam (0)      |
| ATP Finals (0)       |
| ATP Masters 1000 (0) |
| ATP Tour 500 (0)     |
| ATP Tour 250 (1)     |

| N. | Data            | Torneo                           | Superficie  | Compagno       | Avversari in finale       | Punteggio   |
| 1. | 10 gennaio 2016 | Brisbane International, Brisbane | Cemento (i) | Chris Guccione | Henri Kontinen John Peers | 6(4)–7, 1–6 |

### Tornei minori

#### Singolare

##### Vittorie (21)
| Legenda tornei minori |
| Challenger (14)       |
| Futures (7)           |

| N.  | Data              | Torneo                                                | Superficie      | Avversario in finale        | Punteggio        |
| 1.  | 22 maggio 2011    | Poland F1, Cracovia                                   | Terra rossa     | Grzegorz Panfil             | 6-3, 6-4         |
| 2.  | 12 giugno 2011    | Poland F4, Bytom                                      | Terra rossa     | Peter Torebko               | 6-3, 3-6, 6-4    |
| 3.  | 10 luglio 2011    | Italy F17, Sassuolo                                   | Terra rossa     | Thomas Fabbiano             | 6-1, 6-2         |
| 4.  | 20 agosto 2011    | Italy F24, Este                                       | Terra rossa     | Daniele Giorgini            | 6-2, 6-3         |
| 5.  | 31 marzo 2013     | Australia F5, Bundaberg                               | Terra rossa     | Jason Kubler                | 7-6(9), 6-2      |
| 6.  | 5 maggio 2013     | Chile F3, Santiago del Cile                           | Terra rossa     | Cristian Garín              | 6-1, 6-3         |
| 7.  | 27 luglio 2014    | Lexington Challenger, Lexington                       | Cemento         | James Ward                  | 6-3, 6-4         |
| 8.  | 21 novembre 2014  | Charlottesville Men's Pro Challenger, Charlottesville | Cemento (i)     | Liam Broady                 | 5-7, 6-3, 6-2    |
| 9.  | 15 maggio 2016    | China F6, Wuhan                                       | Cemento         | Yusuke Takahashi            | 6-3, 6-2         |
| 10. | 22 maggio 2016    | Bangkok Challenger III, Bangkok                       | Cemento         | Sam Barry                   | 7-6(5), 6-4      |
| 11. | 6 novembre 2016   | Canberra Tennis International, Canberra               | Hard            | Marc Polmans                | 7-5, 6-3         |
| 12. | 13 novembre 2016  | Toyota Challenger, Toyota                             | Sintetico (i)   | Tatsuma Itō                 | 7-5, 4-6, 6-1    |
| 13. | 16 settembre 2018 | Cary Challenger, Cary                                 | Cemento         | Reilly Opelka               | 7-6(4), 6-3      |
| 14. | 24 febbraio 2019  | Bangkok Challenger II, Bangkok                        | Cemento         | Alejandro Davidovich Fokina | 6-4, 6-3         |
| 15. | 1º settembre 2019 | International Challenger Baotou, Baotou               | Terra rossa (i) | Sasikumar Mukund            | 6-4, 6-3         |
| 16. | 3 novembre 2019   | City of Playford Tennis International, Playford       | Cemento         | Yasutaka Uchiyama           | 7-6(2), 6-4      |
| 17. | 17 novembre 2019  | Pune Challenger, Pune                                 | Cemento         | Jay Clarke                  | 4-6, 6-4, 6-4    |
| 18. | 16 febbraio 2020  | Bengaluru Open, Bangalore                             | Cemento         | Benjamin Bonzi              | 6-4, 6-4         |
| 19. | 19 settembre 2021 | Istanbul Challenger, Istanbul                         | Cemento         | Wu Tung-lin                 | 6-4, 6-2         |
| 20. | 22 ottobre 2023   | Shenzhen Luohu Challenger, Shenzhen                   | Cemento         | Coleman Wong                | 6-0, 6-1         |
| 21. | 29 ottobre 2023   | City of Playford International, Playford              | Cemento         | Coleman Wong                | 7-5, 7-5         |
| 22. | 13 ottobre 2024   | Hangzhou Challenger, Hangzhou                         | Cemento         | Mackenzie McDonald          | 2-6, 7-6(5), 6-4 |

##### Finali perse (16)
| Legenda tornei minori |
| Challenger (12)       |
| Futures (4)           |

| N.  | Data              | Torneo                                     | Superficie  | Avversario in finale   | Punteggio         |
| 1.  | 29 maggio 2011    | Poland F2, Katowice                        | Terra rissa | Marcin Gawron          | 4-6, 2-6          |
| 2.  | 3 luglio 2011     | Italy F16, Bologna                         | Terra rossa | Daniele Giorgini       | 6(4)-7, 6(3)-7    |
| 3.  | 17 febbraio 2013  | Australia F1, Melbourne                    | Cemento     | Stéphane Robert        | 6(3)-7, 3-6       |
| 4.  | 22 luglio 2013    | Lexington Challenger, Lexington            | Cemento     | James Ward             | 6-4, 3-6, 4-6     |
| 5.  | 20 aprile 2014    | Santiago Challenger, Santiago del Cile     | Terra rossa | Thiemo de Bakker       | 6-4, 6(10)-7, 1-6 |
| 6.  | 28 febbraio 2015  | Calcutta ATP Challenger Tour, Kolkata      | Cemento     | Radu Albot             | 6(0)-7, 1-6       |
| 7.  | 13 novembre 2016  | Kobe Challenger, Kōbe                      | Cemento (i) | Chung Hyeon            | 4-6, 6(2)-7       |
| 8.  | 10 giugno 2018    | Turkey F22, Antalya                        | Terra rossa | Thomas Statzberger     | 3-6, 0-1 rit.     |
| 9.  | 11 agosto 2019    | Yokkaichi Challenger, Yokkaichi            | Cemento     | Yūichi Sugita          | 6-3, 3-6, 6(1)-7  |
| 10. | 20 ottobre 2019   | Las Vegas Tennis Open, Las Vegas           | Cemento     | Vasek Pospisil         | 5-7, 7-6(11), 3-6 |
| 11. | 11 settembre 2022 | Cassis Open Provence, Cassis               | Cemento     | Hugo Grenier           | 5-7, 4-6          |
| 12. | 5 febbraio 2023   | Burnie International, Burnie               | Cemento     | Rinky Hijikata         | 3-6, 3-6          |
| 13. | 26 febbraio 2023  | Bengaluru Open, Bangalore                  | Cemento     | Max Purcell            | 6-3, 5-7, 6(5)-7  |
| 14. | 23 aprile 2023    | Morelos Open, Cuernavaca                   | Cemento     | Thiago Agustín Tirante | 5-7, 0-6          |
| 15. | 19 novembre 2023  | Challenger de Drummondville, Drummondville | Cemento (i) | Zizou Bergs            | 4-6, 5-7          |
| 16. | 28 aprile 2024    | Shenzhen Luohu Challenger, Shenzhen        | Cemento     | Lloyd Harris           | 3-6, 3-6          |
| 17. | 30 marzo 2025     | Morelia Open, Morelia                      | Terra rossa | Dmitrij Popko          | 6-1, 2-6, 4-6     |

#### Doppio

##### Vittorie (1)
| Legenda tornei minori |
| Challenger (1)        |
| Futures (0)           |

| N. | Data           | Torneo                       | Superficie  | Compagno              | Avversari in finale            | Punteggio |
| 1. | 14 aprile 2013 | Itajaí Open de Tênis, Itajaí | Terra rossa | Pierre-Hugues Herbert | Guilherme Clezar Fabricio Neis | 7–5, 6–2  |

##### Finali perse (2)
| Legenda tornei minori |
| Challenger (2)        |
| Futures (0)           |

| N. | Data             | Torneo                                         | Superficie | Compagno     | Avversari in finale                    | Punteggio |
| 1. | 10 febbraio 2013 | Charles Sturt Adelaide International, Adelaide | Cemento    | Greg Jones   | Samuel Groth Matt Reid                 | 2–6, 4–6  |
| 2. | 27 febbraio 2015 | Calcutta ATP Challenger Tour, Kolkata          | Cemento    | Luke Saville | Jeevan Nedunchezhiyan Somdev Devvarman | walkover  |